# Maître Chocolatier - Talenti in sfida
Maître Chocolatier - Talenti in sfida  è un programma televisivo italiano di genere talent show e culinario, in cui si sfidano dieci concorrenti esperti nell'arte del cioccolato.
La prima edizione del programma (una delle rare esclusive assolute del canale di repliche di Sky Italia TV8) è stata trasmessa ogni sabato dal 20 novembre al 18 dicembre 2021 alle 19:15, nella fascia preserale, ed è stata vinta dalla cuoca Lisa Pericoli. La seconda edizione è stata trasmessa ogni venerdì dal 22 novembre al 20 dicembre 2024, ed è stata vinta dal capo cioccolatiere Mattia Parri.

## Svolgimento
Il programma è condotto dallo chef Giorgio Locatelli, affiancato da una giuria formata dal Maître Chocolatier Nico Tomaselli e dalla pasticciera Melissa Forti, mentre la voce fuori campo è di Luca Ghignone. Ogni puntata, che vede la partecipazione di un ospite d'eccezione nelle vesti di terzo giudice, è composta da due prove:
- Creation Test: i concorrenti devono mostrare la propria capacità artistica e personalità seguendo l'ispirazione.
- Expertise Test: i concorrenti devono dimostrare le proprie capacità tecniche riproducendo fedelmente alcuni dei prodotti classici della Lindt, oppure crearne una loro versione personalizzata.

Il vincitore entrerà a fare parte della squadra dei Maîtres Chocolatiers di Lindt Italia e indosserà l'iconico cappello.

## Edizioni
| Edizione | Emittente | Prima TV         | Prima TV         | Episodi | Concorrenti | Vincitore     |
| Edizione | Emittente | Inizio           | Fine             | Episodi | Concorrenti | Vincitore     |
| -------- | --------- | ---------------- | ---------------- | ------- | ----------- | ------------- |
| 1ª       | TV8       | 20 novembre 2021 | 18 dicembre 2021 | 5       | 10          | Lisa Pericoli |
| 2ª       | TV8       | 22 novembre 2024 | 20 dicembre 2024 | 5       | 10          | Mattia Parri  |